# Delomys
Delomys is een geslacht van zoogdieren uit de familie van de Cricetidae. De wetenschappelijke naam van het geslacht werd in 1917 gepubliceerd door Oldfield Thomas.

## Soorten
Er worden 3 soorten in dit geslacht geplaatst:
- Delomys altimontanus P. R. Gonçalves & J. A. de Oliveira, 2014
- Delomys dorsalis (Hensel, 1872)
- Delomys sublineatus (O. Thomas, 1903)